# Luh (Orlické Podhůří)

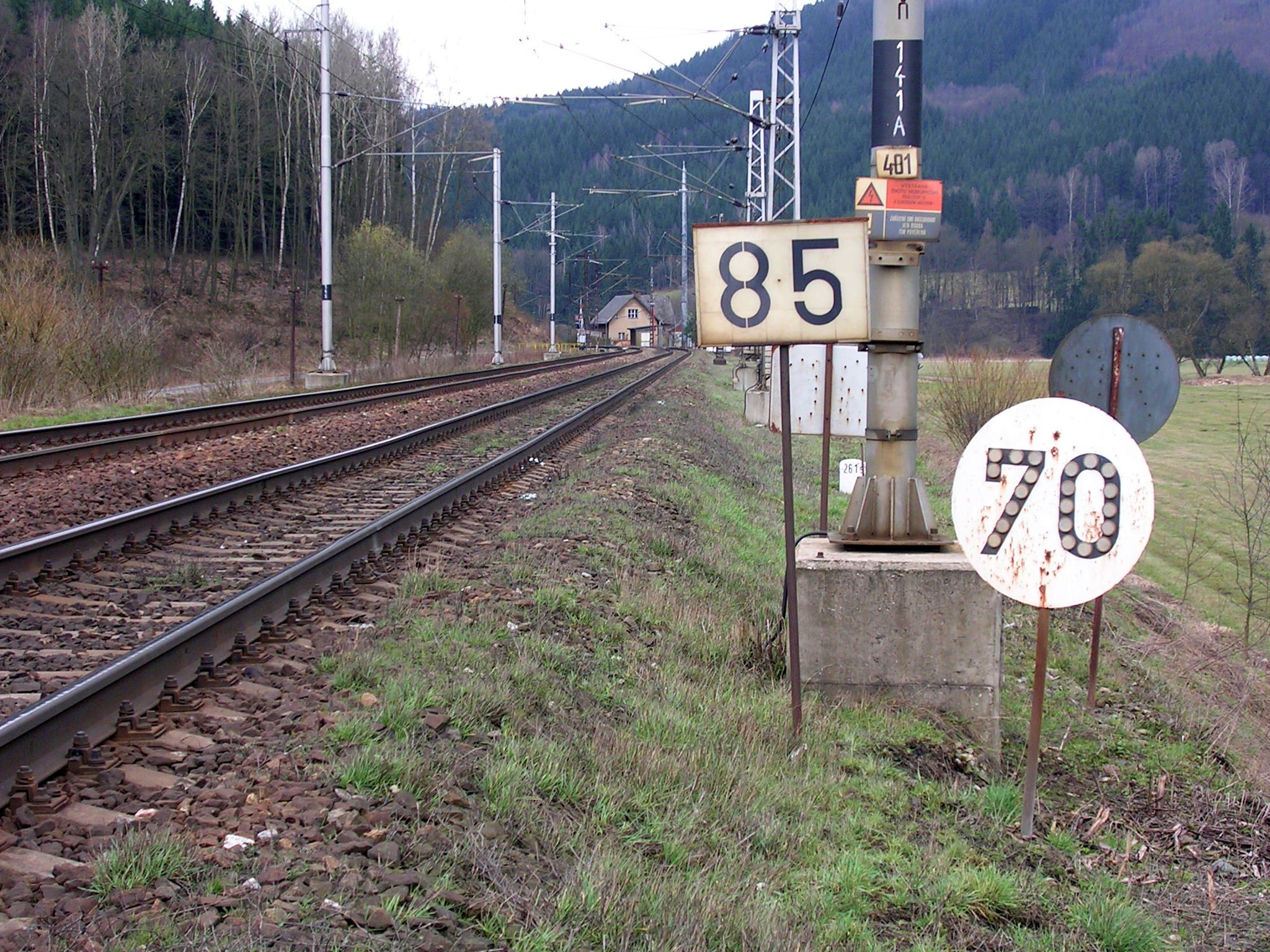
Pohled k železničnímu přejezdu v Luhu

Luh je osada v okrese Ústí nad Orlicí, která katastrálně patří k Dobré Vodě. Roku 1949 byla obec Dobrá Voda připojena k obci Rviště a ta byla od roku 1961 přejmenována na Orlické Podhůří. Osada Luh leží v nadmořské výšce asi 310–340 m n. m. v údolí Tiché Orlice, blízko osady Bezpráví, asi 4 km východojihovýchodně od středu města Brandýs nad Orlicí. Údolím prochází železnice Praha–Olomouc.
Dnes slouží hlavně k rekreačním účelům.

## Zajímavosti
- Bývalá hájovna (dnes rekreační objekt) - empírová stavba z 1. poloviny 19. století
- Pomník hajného Čeňka Dolečka a jeho syna Oldřicha Dolečka u hájovny. Za pomoc partyzánům byl Čeněk Doleček popraven 18. října 1944 v Drážďanech, jeho syn zemřel tři měsíce po skončení druhé světové války na následky lékařských experimentů, které na něm prováděli v koncentračním táboře
- okolní příroda, hlavně údolí Tiché Orlice a lesnaté svahy nad ní